# Сакмарська ТЕЦ
Сакмарська ТЕЦ — теплова електростанція у Оренбурзькій області Росії, у північній промисловій зоні міста Оренбург.
Котельне господарство ТЕЦ отримало п'ять парових котлів Таганрозького котельного заводу — в 1969 та 1970 два типу ТГМ-84А продуктивністю по 420 тонн пари на годину, в 1972-му один типу ТГМ-84Б продуктивністю 420 тон пари на годину і в 1985 та 1986 роках два типу ТГМЕ 464 продуктивністю по 500 тон пари на годину. Вони живили шість парових турбін:
- дві введені наприкінці 1960-х років виробництва Ленінградського металічного заводу типу ПТ-60-130/13 потужністю по 60 МВт (станційні номери 1 та 2);
- запущена в 1972-му турбіна Уральського турбінного заводу типу Т-50-130 потужністю 50 МВт (номер 3);
- введена в 1973-му турбіна Уральського турбінного заводу типу Т-55/60-130 потужністю 60 МВт (номер 4);
- дві введені в 1985 та 1986 роках турбіни від Уральського турбінного заводу типу Т-110/120-130-4 потужністю по 110 МВт (номери 5 та 6).

Крім того, теплову потужність станції підсилили за рахунок п'яти водогрійних котлів двох від Бійського котельного заводу типу ПТВМ-100 продуктивністю по 100 Гкал/год, двох від Барнаульського котельного заводу типу КВГМ-180 продуктивністю по 180 Гкал/год та одного від Бійського котельного заводу типу КВГМ-209-150 продуктивністю 209 Гкал/год.
В 2005-му турбіну № 2 замінили на нову від Уральського турбінного заводу типу ПТ-65/75–130/13 потужністю 65 МВт. Крім того, до кінця 2000-х була проведена модернізація турбіни № 1 зі збільшенням потужності на 5 МВт та переномінуванням на ПТ-65-130/13 та турбіни № 4 зі збільшенням потужності на 5 МВт та переномінуванням на Т-60/65-130.
Станція розрахована на споживання природного газу. Останній спершу надійшов по трубопроводу Совхозне — Оренбург, а з другої половини 1970-х почали роботу Оренбурзький газопереробний завод та трубопровід Домбаровка – Оренбург.
Видалення продуктів згоряння через два димарі висотою 179 метрів та 120 метрів.
Воду для технологічних потреб отримують з річки Сакмара.
Видача продукції відбувається по ЛЕП, що працює під напругою 110 кВ.